# Budapests 14:e distrikt
Budapests 14:e distrikt är en del av huvudstaden Budapest i Ungern. Antalet invånare är 120 148.